# Alberto Schieppati
Alberto Schieppati (Milano, 7 giugno 1981) è un ex sciatore alpino italiano, specialista dello slalom gigante e dal 2021 commentatore sportivo per la Rai.

## Biografia

### Carriera sciistica
Gigantista puro residente a Courmayeur e tesserato per il Centro Sportivo Carabinieri, era particolarmente adatto ai tracciati ripidi con neve dura. Iniziò a partecipare a gare FIS nel dicembre del 1996 ed esordì in Coppa Europa a Valloire il 7 dicembre 1999 (36º). Partecipò a due edizioni dei Mondiali juniores (nel 2000 e nel 2001) ed esordì in Coppa del Mondo nella stagione 2001-2002, a Val-d'Isère il 9 dicembre senza qualificarsi per la seconda manche. Nella stagione seguente debuttò ai Campionati mondiali, classificandosi 8º nella rassegna iridata di Sankt Moritz 2003.
Nella stagione 2003-2004 in Coppa del Mondo colse il suo primo piazzamento fra i primi dieci (8º in Alta Badia il 21 dicembre) e l'unico podio della sua carriera, il 28 febbraio 2004, quando Schieppati fu 2º a Kranjska Gora. In Coppa Europa ottenne la sua unica vittoria, nonché unico podio, a Oberjoch il 18 febbraio 2005; l'anno dopo giunse 15º a Sestriere nella prova valida per i XX Giochi olimpici invernali di Torino 2006, sua unica partecipazione olimpica.
Nella stagione 2006-2007 ottenne a Hinterstoder il suo secondo miglior piazzamento in carriera in Coppa del Mondo (7º) e fu 5º ai Mondiali di Åre, sua ultima partecipazione iridata. In seguito agli infortuni, al protrarsi di problemi legati a ripetute infezioni virali e alla conseguente difficoltà nel potersi allenare, si ritirò dall'attività agonistica nel novembre 2011. La sua ultima gara in Coppa del Mondo fu lo slalom gigante di Sölden del 23 ottobre 2011; in seguito prese ancora parte ad alcune gare FIS in Francia e Italia fino al definitivo ritiro, avvenuto in occasione dello slalom gigante FIS disputato a Courmayeur l'8 marzo 2014 e chiuso da Schieppati al 10º posto.

### Altre attività
Dalla stagione 2020-2021 è commentatore sportivo di sci alpino per la Rai.

## Palmarès

### Coppa del Mondo
- Miglior piazzamento in classifica generale: 52º nel 2004
- 1 podio:
  - 1 secondo posto

### Coppa Europa
- Miglior piazzamento in classifica generale: 43º nel 2005
- 1 podio:
  - 1 vittoria

#### Coppa Europa - vittorie
| Data             | Località | Paese    | Specialità |
| ---------------- | -------- | -------- | ---------- |
| 18 febbraio 2005 | Oberjoch | Germania | GS         |

Legenda:

GS = slalom gigante

### Nor-Am Cup
- Miglior piazzamento in classifica generale: 42º nel 2006
- 1 podio:
  - 1 terzo posto

### South American Cup
- Miglior piazzamento in classifica generale: 26º nel 2004
- 1 podio:
  - 1 secondo posto

### Campionati italiani
- 1 medaglia:
  - 1 argento (slalom gigante nel 2005)